# Ferdinand Maria von Chotek
Ferdinand Maria Graf Chotek von Chotkow und Wogin (Vienna, 8 settembre 1781 – Praga, 5 settembre 1836) è stato un arcivescovo cattolico austriaco, arcivescovo di Olomouc e metropolita di Moravia.

## Biografia
Ferdinand Maria nacque a Vienna l'8 settembre 1781, figlio del conte boemo Johann Rudolf von Chotek, ministro di stato e intendente generale del regno di Boemia, e della contessa Maria Sidonia von Clary-Aldringen, figlia del principe Franz Wenzel e della moglie Josephine von Hohenzollern-Hechingen; suo fratello sarebbe stato Karl Chotek von Chotkow, borgomastro di Praga.
Chotek si laureò in teologia e filosofia presso l'università di Praga, venendo ordinato sacerdote il 29 dicembre 1805 dal vescovo di Passavia Leopold Thun-Hohenstein, suo lontano parente. Assegnato all'arcidiocesi di Olomouc in Moravia, il 14 aprile 1817 divenne vescovo titolare di Tolemaide e vescovo vicario di Olomouc per l'arcivescovo Maria-Thaddeus von Trauttmansdorf Wiensberg e assistente del vescovo di Brno Wenzel Urban von Stuffler. Nel 1823 Chotek divenne titolare della cattedra di filosofia dell'università di Olomouc; il 30 settembre 1831 divenne vescovo di Tarnów in Galizia. Il 24 febbraio 1832 fu nominato arcivescovo di Olomouc e primate di Moravia. Morì di colera a Praga il 5 settembre 1836, all'età di 55 anni.

## Genealogia episcopale
La genealogia episcopale è:
- Cardinale Scipione Rebiba
- Cardinale Giulio Antonio Santorio
- Cardinale Girolamo Bernerio, O.P.
- Arcivescovo Galeazzo Sanvitale
- Cardinale Ludovico Ludovisi
- Cardinale Luigi Caetani
- Cardinale Ulderico Carpegna
- Cardinale Paluzzo Paluzzi Altieri degli Albertoni
- Papa Benedetto XIII
- Papa Benedetto XIV
- Vescovo Joseph Maria von Thun und Hohenstein
- Arcivescovo Sigismund III von Schrattenbach
- Arcivescovo Hieronymus von Colloredo
- Cardinale Antonín Theodor Colloredo-Waldsee
- Cardinale Maria-Thaddeus von Trauttmansdorf Wiensberg
- Arcivescovo Ferdinand Maria von Chotek